# كرز الغار

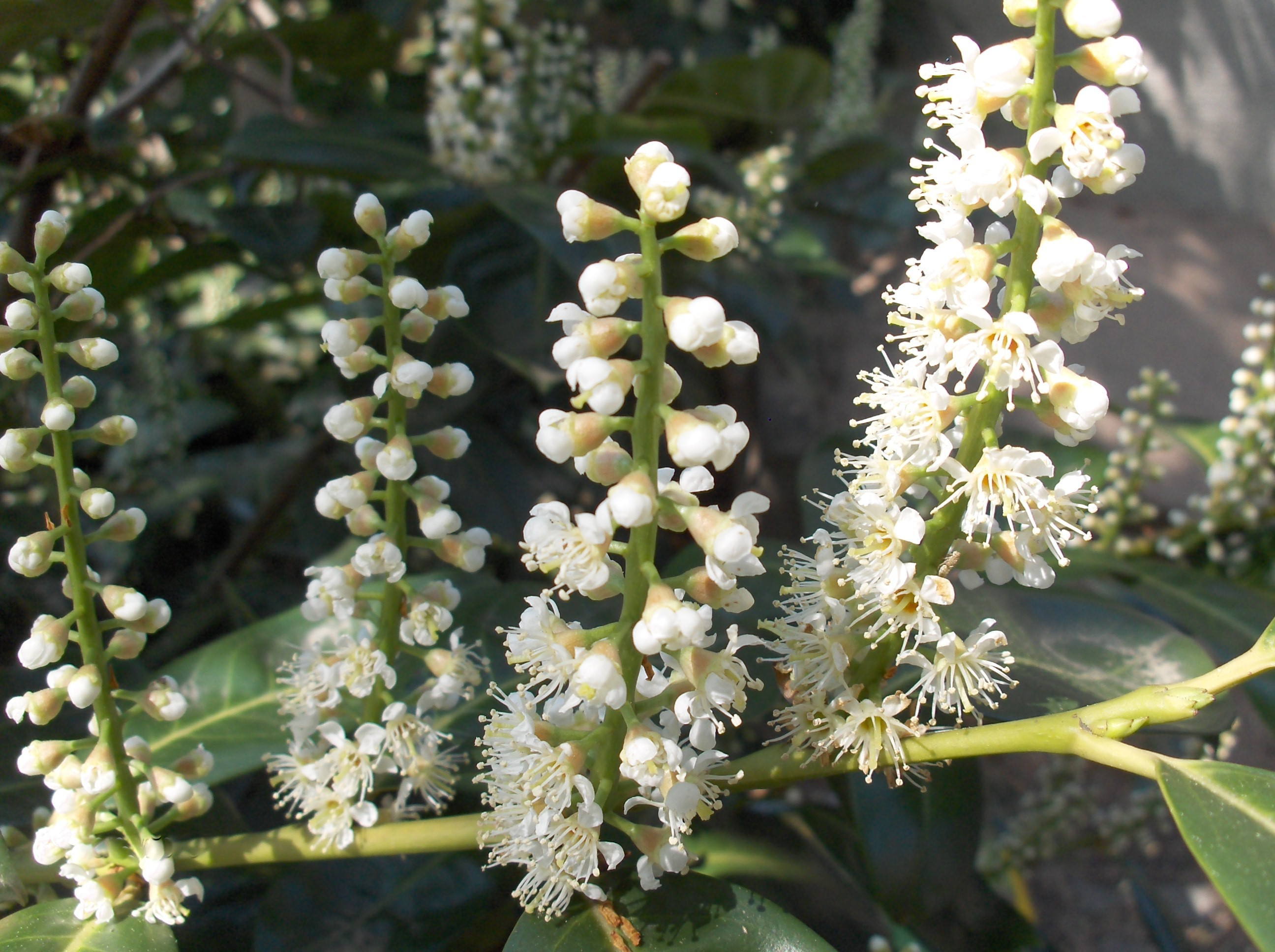
ازهرار كرز الغار

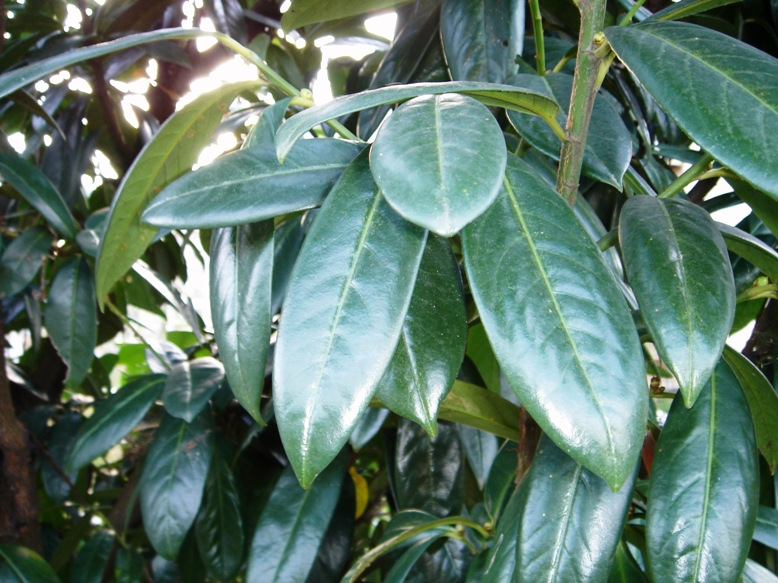
الأوراق

كرز الغار أو الكرز الغاري أو غار كرزي (الاسم العلمي Prunus laurocerasus ) هو نوع أبيدٌ من جنس الخوخ موطنه المناطق المتاخمة للبحر الأسود في جنوب غرب آسية وجنوب شرق أوربة من ألبانية وبلغارية شرقًا عبر تُركِيَّة إلى جبال القوقاز وشمال إيران.